# Congaree National Park
Congaree National Park is een nationaal park in de Amerikaanse staat South Carolina. Het park omvat de laatste grote hardhoutbossen van de Verenigde Staten. De bomen die groeien in de broekbossen van het park, behoren tot de hoogste in het oosten van het land. Voorkomende dieren zijn onder andere de rode lynx, het hert, het wild zwijn en de coyote. Het park wordt vooral bezocht vanwege de wandelmogelijkheden, kanoën en vogels spotten.
In 1969 startte de Sierra Club, de grootste natuurbeschermingsorganisatie van de Verenigde Staten, een campagne om de oerbossen te redden van particuliere landeigenaren, die geïnteresseerd zijn in de relatief hoge houtprijzen. Dit resulteerde in de oprichting van het Congaree Swamp National Monument in 1976. Het National Monument werd in 1983 aangewezen tot biosfeerreservaat (een door de UNESCO aangewezen gebied dat een ecosysteem representeert waarin de ecosystemen en de genetische waarden beschermd worden). Op 24 oktober 1988 werd meer dan twee derde van het nationale monument aangewezen als wildernisgebied. In 2003 werd het National Monument opgeheven en hernoemd tot Congaree National Park.

## Afbeeldingen

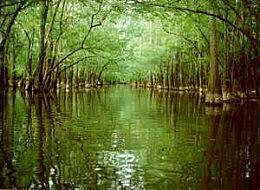
Moeras in het park
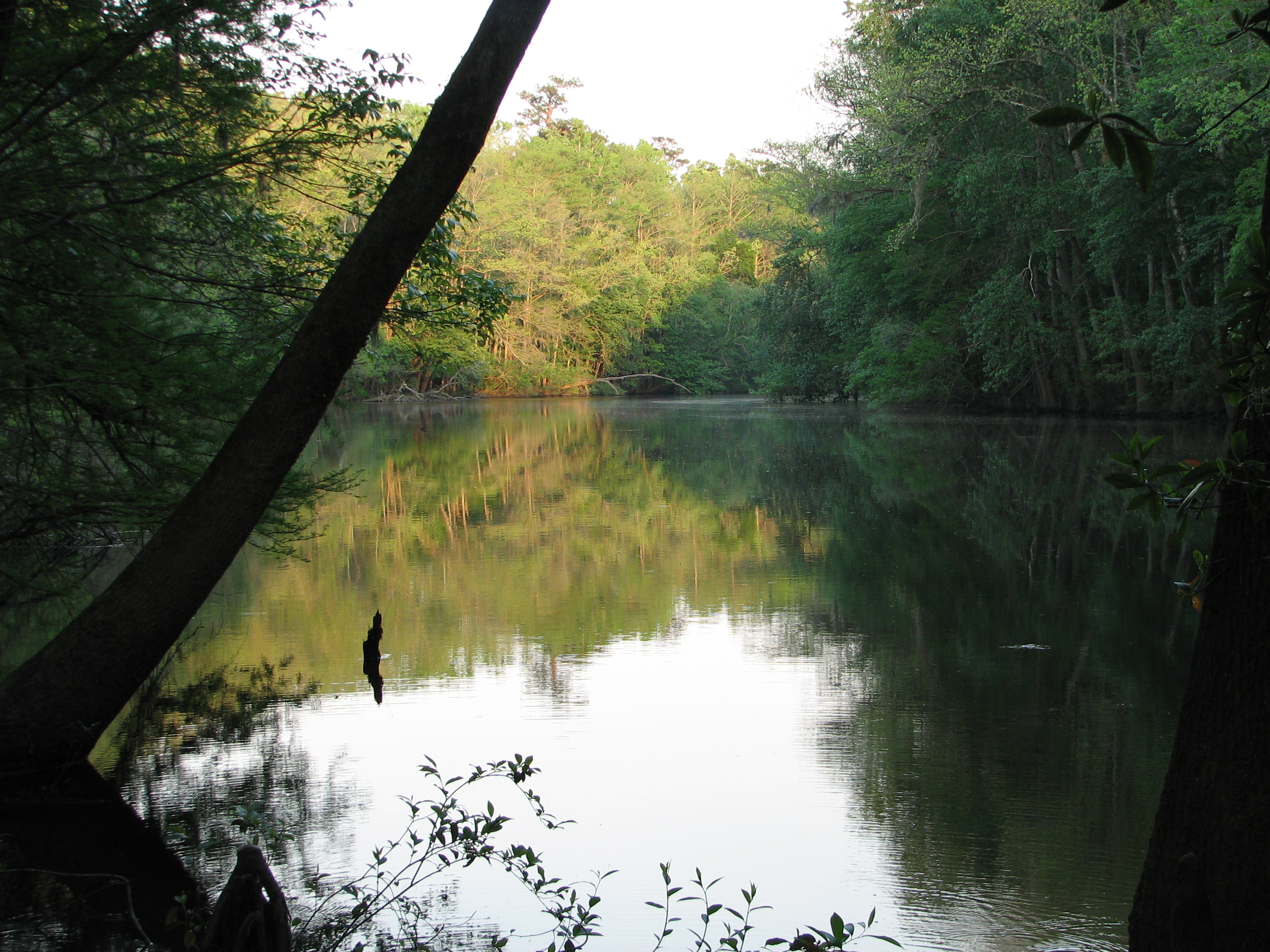
Weston Lake